# Sosibio (figlio di Sosibio)
Sosibio (in greco antico: Σωσίβιος?, Sosíbios; fl. III secolo a.C.) è stato un militare egizio, guardia del corpo di Tolomeo V e figlio del ministro Sosibio.

## Biografia
Sosibio era figlio dell'omonimo ministro Sosibio, che guadagnò molta influenza sotto Tolomeo IV, ma morì poco dopo l'ascesa al potere di Tolomeo V. Un altro potente funzionario, Agatocle, acquisì quindi tutto il potere ma nel 202 a.C. una rivolta popolare lo fece cadere e Agatocle fu ucciso dalla folla; in questa vicenda Sosibio ebbe un ruolo fondamentale: fece prendere al sovrano la decisione di consegnare il ministro al popolo per evitare che la rivolta diventasse troppo pericolosa per il monarca. Sosibio incontrò la rovina a causa del turbolento fratello Tolomeo: questi si era messo contro il nuovo favorito reale, Tlepolemo, e Sosibio fu coinvolto nella faida fra i due, essendo costretto a lasciare il suo posto di guardia reale.